# Ley de segunda oportunidad
La ley de segunda oportunidad, formalmente ley 25/2015, de 28 de julio, de mecanismo de segunda oportunidad, reducción de la carga financiera y otras medidas de orden social, es una ley española aprobada por las Cortes Generales en el año 2015 a iniciativa del primer Gobierno de Mariano Rajoy. La ley, que contó con el apoyo del partido gubernamental —el Partido Popular (PP)— y Unión Progreso y Democracia (UPyD), fue publiciada en el Boletín Oficial del Estado el miércoles 29 de julio de 2015, entrando en vigor al día siguiente. Esta ley está dirigida a personas particulares o empresas autónomas que con el tiempo hayan adquirido deudas que sean difíciles de eliminar, por haber llegado a una situación crítica en su estado de finanzas, para poder dar una solución a las mismas.
La ley de segunda oportunidad no es un mecanismo para evitar pagar las deudas de un particular o autónomo, su único objetivo es propiciar una reestructuración del pago de las mismas, y llegar a un reequlibrio entre acreedores y deudores. En última instancia se puede llegar a producir la exoneración de la deuda si es verificable que la persona es incapaz de saldarla, sin poner en peligro su patrimonio presente y futuro.

## Entidades a las que afecta la ley
La ley de segunda oportunidad está dirigida a personas particulares y profesionales por cuenta propia o autónomos en situación crítica financiera y sobre endeudamiento, ya que antes de esta ley no existía un vehículo legal claro para pedir la exoneración de sus deudas.

## Requisitos
- Que el deudor compense a sus acreedores con la cesión de los bienes no necesarios para el ejercicio de su actividad profesional o con acciones de su propia compañía. El valor de los bienes siempre tiene que ser menor o igual a la cantidad adeudada.[2] El valor de la deuda no debe superar los cinco millones de euros.[5]
- El emprendedor debe proponer un plan de viabilidad y un calendario de pagos para hacer frente a las deudas con sus acreedores. El plan de pagos no debe superar los diez años.[2]
- El deudor debe acumular un retraso de tres meses en el pago de sus obligaciones con las arcas públicas y no debe abonar por un periodo continuo facturas a diferentes abonados.[5]
- La persona física tiene que ser insolvente de buena fe, o sea que su situación de impago no sea adrede, que haya intentado pagar sus deudas, negociar con sus acreedores y que no haya cometido algún delito económico.[5]
- Que el deudor, en los 10 años anteriores, no haya sido condenado por delitos contra el patrimonio, el orden socioeconómico, de falsedad documental, Hacienda Pública, la Seguridad Social y los Derechos de los trabajadores.

## ¿Qué deudas puedo cancelar o replanificar?
Se puede trabajar con todo tipo de deudas, ya estén clasificadas como créditos privilegiados, subordinados y ordinarios, incluyendo las deudas con la Hacienda y la Seguridad Social.
No obstante, a partir de la reforma de la Ley Concursal 16/2022 del 5 de septiembre, se implementaron restricciones en cuanto a la exoneración de deudas con entidades públicas. En concreto, se establecieron los siguientes límites:
– Hacienda Pública: Un máximo de 10.000€.
– Seguridad Social: Un máximo de 10.000€.

## Cambios recientes en la Ley Concursal
La Ley Concursal 16/2022 introdujo modificaciones que afectan directamente a la Ley de Segunda Oportunidad. Los puntos destacados incluyen:
1. Reducción de límites de exoneración:
  - Deudas con Hacienda y la Seguridad Social ahora tienen un límite máximo exonerable de 10.000 € cada una.
  - Estas deudas no pueden ser eliminadas en su totalidad, lo que requiere que el deudor disponga de un plan de pagos para el excedente.
2. Simplificación de trámites:
  - Se han establecido procedimientos más rápidos y accesibles para personas físicas y autónomos.
  - El papel del mediador concursal se ha ajustado para facilitar acuerdos previos entre deudores y acreedores.
3. Ampliación de alcance:
  - Más tipos de deudas pueden entrar en negociación, aunque con restricciones en casos específicos como deudas garantizadas con hipotecas.

## ¿Qué deudas no se pueden cancelar?
A pesar de acogerse a Ley de Segunda Oportunidad, hay deudas que no se pueden cancelar puesto que no son exonerables, como por ejemplo las que deriven de una garantía real, como la hipoteca. En efecto, no se puede cancelar la deuda hipotecaria al mismo tiempo que conservar la propiedad. Igualmente los gastos judiciales generados durante este procedimiento, la pensión de alimentos de los hijos y la responsabilidad civil extracontractual; tampoco pueden ser cancelados. 

## ¿Cuánto dura el proceso?
Existen diversos trámites y documentos que deben llevarse a cabo con una duración específica, lo que imposibilita determinar con certeza el tiempo necesario para la resolución.
El período de ejecución del proceso puede extenderse hasta 18 meses como máximo por ley, dependiendo de la complejidad del asunto. Esta cifra representa el límite legal establecido para tales situaciones, aunque los casos más intrincados o aquellos en jurisdicciones con tribunales altamente congestionados podrían recibir una prórroga, alargando el plazo por algunos meses adicionales.

## Consecuencias tras la exoneración
Tras acogerse a la Ley de Segunda Oportunidad y obtener la exoneración del pasivo insatisfecho, el deudor puede experimentar ciertas limitaciones en su acceso al crédito. Aunque legalmente no existe una prohibición para solicitar nuevos préstamos, las entidades financieras pueden considerar el historial crediticio del solicitante y su participación en un proceso de insolvencia al evaluar nuevas solicitudes de financiación. Con el tiempo y demostrando estabilidad económica, es posible mejorar la calificación crediticia y acceder nuevamente a productos financieros.

## Iter procesal
1. Presentar una solicitud de mediación, la misma se tiene que presentar ante el notario o registrador mercantil del domicilio del deudor, quien tiene la función de establecer un mediador concursal, quien a su vez trabajará para mediar los intereses de los acreedores y del deudor. El mediador remitirá a los acreedores un plan de pago, previamente conformidad con el deudor, teniendo en cuenta ingresos y gastos del deudor y su situación personal.[11]
2. En caso de que el plan de pagos no sea aceptado por los acreedores, el mediador se debe presentar ante el Juzgado de Primera Instancia o al Juzgado Mercantil, una solicitud de concurso donde se incluya un plan de liquidación que prevea la forma de liquidación del activo del deudor.[11]
3. Una vez se concluya la liquidación, se solicitará la conclusión del concurso y el juez solicitará la resolución condonando toda la deuda.[11][12]